# Taxa interna de retorno
A taxa interna de retorno ou taxa interna de rentabilidade, de sigla TIR, em inglês IRR (internal rate of return), é uma taxa de desconto hipotética que, quando aplicada a um fluxo de caixa, faz com que os valores das despesas, trazidos ao valor presente, seja igual aos valores dos retornos dos investimentos, também trazidos ao valor presente. O conceito foi proposto por John Maynard Keynes, de forma a classificar diversos projetos de investimento: os projetos cujos fluxos de caixa tivessem uma taxa interna de retorno maior do que a taxa mínima de atratividade deveriam ser escolhidos. O valor presente de oportunidade deve ser calculado com plano de comunicação, vendas, marketing e potencial de mercado. Sendo assim, efetuamos o potencial de vendas. 
Assim, a TIR é a taxa necessária para igualar o valor de um investimento (valor presente) com os seus respectivos retornos futuros ou saldos de caixa gerados em cada período. Sendo usada em análise de investimentos, significa a taxa de retorno de um projeto.
Por exemplo, utilizando uma calculadora financeira, encontramos para o projeto "P" uma Taxa Interna de Retorno de 15% ao ano. Esse projeto será atrativo se a empresa tiver uma TMA menor do que 15% ao ano. A solução dessa equação pode ser obtida pelo processo iterativo, ou seja "tentativa e erro", ou diretamente com o uso de calculadoras eletrônicas ou planilhas de cálculo.
A Taxa Interna de Rentabilidade (TIR) é a taxa de atualização do projeto que dá o VPL nulo.
A TIR é a taxa que o investidor obtém em média em cada período (ano, mês, ...) sobre os capitais que se mantêm investidos no projeto, enquanto o investimento inicial é recuperado progressivamente. A TIR é um critério que atende ao valor de dinheiro no tempo, valorizando os cash-flows atuais mais do que os futuros, constitui com a VPL e o PAYBACK atualizado os três grandes critérios de avaliação de projetos.
A TIR não é adequada à seleção de projetos de investimento, a não ser quando é determinada a partir do cash-flow relativo.
A Taxa Interna de Retorno de um investimento pode ser:
- Maior do que a taxa mínima de atratividade: significa que o investimento é economicamente atrativo.
- Igual à Taxa Mínima de Atratividade: o investimento está economicamente numa situação de indiferença.
- Menor do que a Taxa Mínima de Atratividade: o investimento não é economicamente atrativo pois seu retorno é superado pelo retorno de um investimento com o mínimo de retorno já definido.

Entre vários investimentos, o melhor será aquele que tiver a maior Taxa Interna de Retorno. Matematicamente, a Taxa Interna de Retorno é a taxa de juros que torna o valor presente das entradas de caixa igual ao valor presente das saídas de caixa do projeto de investimento.
Desta forma, a TIR é a taxa de desconto que faz com que o valor presente líquido (VPL) do projeto seja zero. Um projeto é atrativo quando sua TIR for maior do que o custo de capital do projeto.

## Método
Para encontrar o valor da Taxa Interna de Retorno, calcular a taxa que satisfaz a seguinte equação:
{\displaystyle VPL=0={\mbox{Investimento Inicial}}+\sum _{t=1}^{N}{\frac {F_{t}}{(1+TIR)^{t}}}}
A TIR é obtida resolvendo a expressão em ordem a TIR e é geralmente comparada com a taxa de desconto. O valor do TIR é um valor relativo e o seu cálculo é realizado, recorrendo a computador ou a tabelas próprias.
Para se efetuar o cálculo da TIR, é analisada a série de valores obtida da seguinte forma:
1º valor: o investimento inicial (valor negativo)
2º valor: benefícios - custos do 1º período (valor positivo)
3º valor: benefícios - custos do 2º período (valor positivo)
e assim sucessivamente, até ao último período a considerar.
A periodicidade considerada pode ser qualquer uma desde que seja regular (semanal, mensal, trimestral, semestral, anual, etc.).
Nota: recorrendo ao uso de uma folha de cálculo (planilha eletrônica) é possível obter o valor da TIR. No caso do software Excel, na versão em português, a sua fórmula de cálculo é "TIR". Já na versão em inglês, a sua fórmula para cálculo é IRR (gama de valores).
A TIR não deve ser usada como parâmetro em uma análise de investimento porque muitas vezes os fluxos não são reinvestidos a uma taxa igual a TIR efetiva.
Quando a TIR calculada é superior à taxa efetiva de reinvestimento dos fluxos de caixa intermediários, pode surgir, às vezes de forma significativa, uma expectativa irreal de retorno equivalente ao do projeto de investimento.

## Exemplo
Considerando-se que o fluxo de caixa é composto apenas de uma saída no período 0 de R$ 100,00 e uma entrada no período 1 de R$ 120,00, onde i corresponde à taxa de juros:
{\displaystyle {VPL}=-100+{\frac {120}{(1+i)^{1}}}}
Para VPL = 0 temos i = TIR = 0.2 = 20%
Como uma ferramenta de decisão, a TIR é utilizada para avaliar investimentos alternativos. A alternativa de investimento com a TIR mais elevada é normalmente a preferida; também deve se levar em consideração de que colocar o investimento em um banco é sempre uma alternativa. Assim, se nenhuma das alternativas de investimento atingir a taxa de rendimento bancária ou a Taxa Mínima de Atratividade (TMA), este investimento não deve ser realizado.
Normalmente a TIR não pode ser resolvida analiticamente como demonstrado acima, e sim apenas através de iterações, ou seja, através de interpolações com diversas taxas de retorno até chegar àquela que apresente um VPL igual a zero; contudo as calculadoras financeiras e planilhas eletrônicas estão preparadas para encontrar rapidamente este valor.
Um defeito crítico do método de cálculo da TIR é que múltiplos valores podem ser encontrados se o fluxo anual de caixa mudar de sinal mais de uma vez (ir de negativo para positivo e para negativo novamente, ou vice-versa) durante o período de análise. Para os casos de alteração frequente de sinal deve utilizar-se a (Taxa Externa de Retorno - TER).
Há que se considerar, também, ao se utilizar a planilha eletrônica Excel, que valores inseridos no fluxo de caixa, como sendo "zeros", comportam-se de forma distinta de valores inseridos como sendo "nulos" - isto acarreta resultados distintos que podem levar a erro de avaliação de investimentos.
Apesar de uma forte preferência acadêmica pelo VPL, pesquisas indicam que executivos preferem a TIR ao invés do VPL. Aparentemente os gerentes acham intuitivamente mais atraente para avaliar investimentos em taxas percentuais em vez dos valores monetários do VPL. Contudo, deve-se preferencialmente utilizar mais do que uma ferramenta de análise de investimento, e todas as alternativas devem ser consideradas em uma análise, pois qualquer alternativa pode parecer valer a pena se for comparada com as alternativas suficientemente ruins.
Deve-se ter em mente que o método da TIR considera que as entradas, ou seja, os vários retornos que o investimento trará, serão reinvestidos a uma taxa igual a taxa de atratividade informada.